# Sân bay Linz
Sân bay Linz (IATA: LNZ, ICAO: LOWL), cũng gọi là Sân bay Danube Xanh, là một sân bay gần Linz, Áo. Sân bay này có 1 đường băng dài 3000 m rải asphalt.

## Các tuyến bay theo lịch trình mùa Hè năm 2008
- Austrian Airlines operated by Austrian Arrows (Düsseldorf, Graz, Salzburg, Wien)
- Lufthansa (Frankfurt)
- Lufthansa Regional operated by Eurowings (Frankfurt)
- Lufthansa Regional operated by Lufthansa CityLine (Frankfurt, Munich)
- Niki (Palma de Mallorca)
- Robin Hood Aviation (Zürich)
- Ryanair (Girona, London-Stansted)
- TUIfly (Cologne/Bonn)

## Các tuyến thuê bao mùa Hè năm 2008
- Aegean Airlines (Rhodi)
- Air Cairo (Hurghada)
- Austrian Airlines operated by Austrian Arrows (Brac, Catania, Tortolì)
- Austrian Airlines operated by Lauda Air (Antalya, Chania, Corfù, Funchal, Hurghada, Karphatos, Kos, Las Palmas, Rhodi, Sharm el Sheik, Tenerife, Thira, Zakynthos)
- Koral Blue Airlines (Hurghada)
- Niki (Antalya, Corfù, Heraklion, Ibiza, Kos, Rhodi, Samos, Thessaloniki)
- Nouvelair (Monastir)
- Pegasus Airlines (Antalya)
- SunExpress (Antalya)
- Tunis Air (Monastir)

## Các hãng vận tải hàng hóa
- DHL
  - vận hành bởi Atlantic Airlines (Leipzig)